# Kanton Rugles
Rugles is een voormalig  kanton van het Franse departement Eure. Het kanton maakte deel uit van het arrondissement Évreux. Het werd opgeheven bij decreet van 25 februari 2014, met uitwerking op 22 maart 2015. Alle gemeenten werden ingelijfd bij het Breteuil.

## Gemeenten
Het kanton Rugles omvatte de volgende gemeenten:
- Ambenay
- Bois-Anzeray
- Bois-Arnault
- Bois-Normand-près-Lyre
- Les Bottereaux
- Chaise-Dieu-du-Theil
- Chambord
- Champignolles
- Chéronvilliers
- La Haye-Saint-Sylvestre
- Juignettes
- Neaufles-Auvergny
- La Neuve-Lyre
- Rugles (hoofdplaats)
- Saint-Antonin-de-Sommaire
- La Vieille-Lyre